# Шумахер, Курт (офицер СС)
Курт Шумахер (нем. Kurt Schumacher; 8 марта 1923, Ганновер — 20 марта 1945, близ Штульвейсенбурга, Венгрия) — оберштурмфюрер СС, кавалер Рыцарского креста Железного креста.

## Карьера
В марте 1934 года, когда Курту Шумахеру исполнилось 11 лет, он стал членом Гитлерюгенда. 
24 ноября 1939 вступает в ряды СС (№ 359922) и части усиления СС. Вступает в юнкерское училище СС в Бад-Тёльце, при окончании которого 21 июня 1942 года произведён в унтерштурмфюреры СС.
Участвуя в оборонительных боях на территории Украины, в августе 1943 становится командиром взвода 3-й роты 5-го танкового полка 5-й танковой дивизии СС «Викинг».
За ряд успешно выполненных задач 30 декабря 1943 года удостоен Немецкого креста в золоте.
К началу 1944, командуя всей 3-й ротой, вместе с большой группировкой войск попал в окружение под Черкассами. В ходе прорыва Курт Шумахер проявил выдающуюся храбрость, когда командуя двумя танками Pz.IV, которые контратаковали советскую танковую роту, вывел из строя восемь танков Т-34. На следующий день на своём танке в одиночку вступил в бой с ещё одной танковой ротой противника. В течение двух дней боёв с численно превосходящим противником, Шумахер вывел из строя как минимум 21 советский танк, за что 4 мая 1944 года удостоен Рыцарского Железного креста.
К концу года дивизия, в которой состоял Курт, была переброшена в Венгрию, где участвовала в обороне Будапешта.
Погиб в автокатастрофе 20 марта 1945 года близ Штульвейсенбурга.

## Награды
- Железный крест 2-го класса (15 сентября 1942)
- Железный крест 1-го класса (21 декабря 1942)
- Немецкий крест в золоте (30 декабря 1943)
- Рыцарский крест Железного креста (4 мая 1944, № 431)
- За танковую атаку (нагрудный знак)